# Ryszard Jamontt-Krzywicki

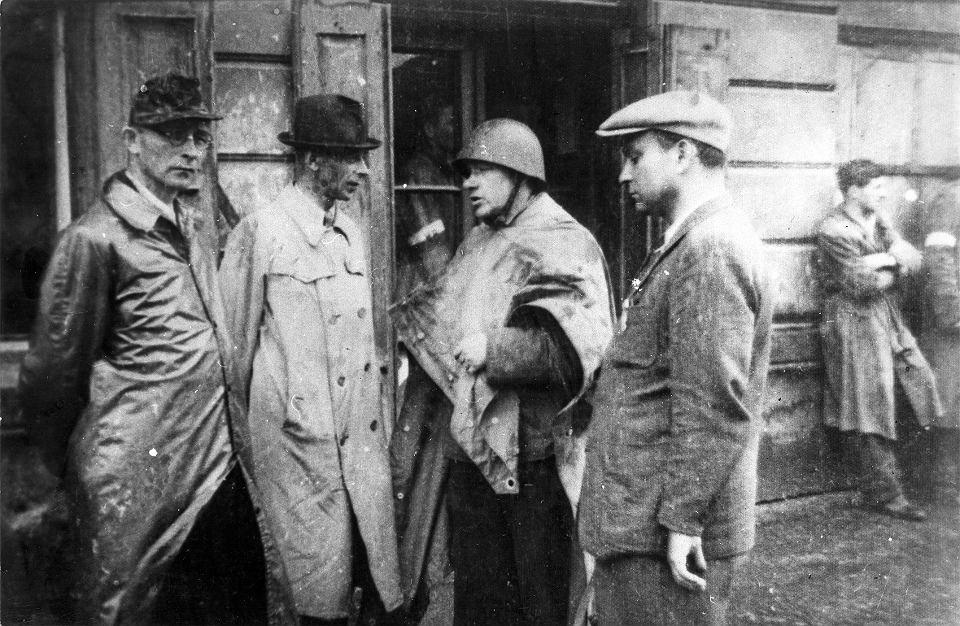
Powstanie Warszawskie. Wola, 4 sierpnia 1944. Od lewej: mjr Wacław Janaszek, gen. Tadeusz Bór-Komorowski, płk Jan Mazurkiewicz i kpt. Ryszard Jamontt-Krzywicki (adiutant).

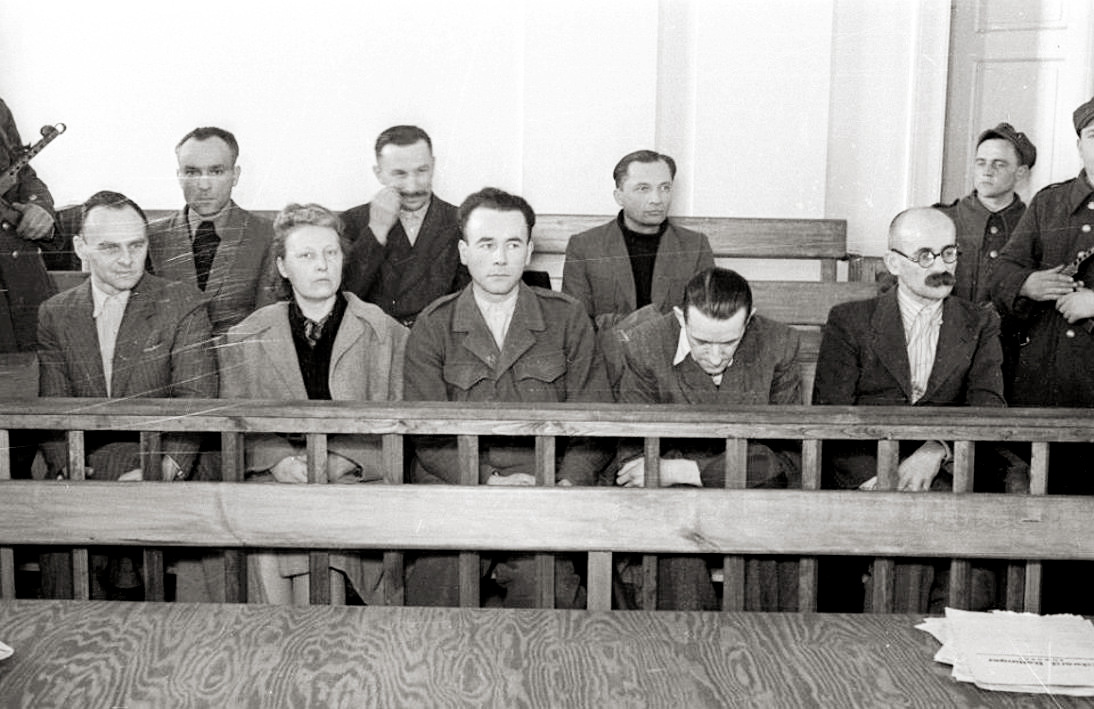
Ława oskarżonych w procesie pokazowym Witolda Pileckiego (marzec 1948). Pierwszy rząd od lewej: Witold Pilecki, Maria Szelągowska, Tadeusz Płużański, Maksymilian Kaucki i Makary Sieradzki. Drugi rząd: Ryszard Jamontt-Krzywicki, Witold Różycki i Jerzy Nowakowski.

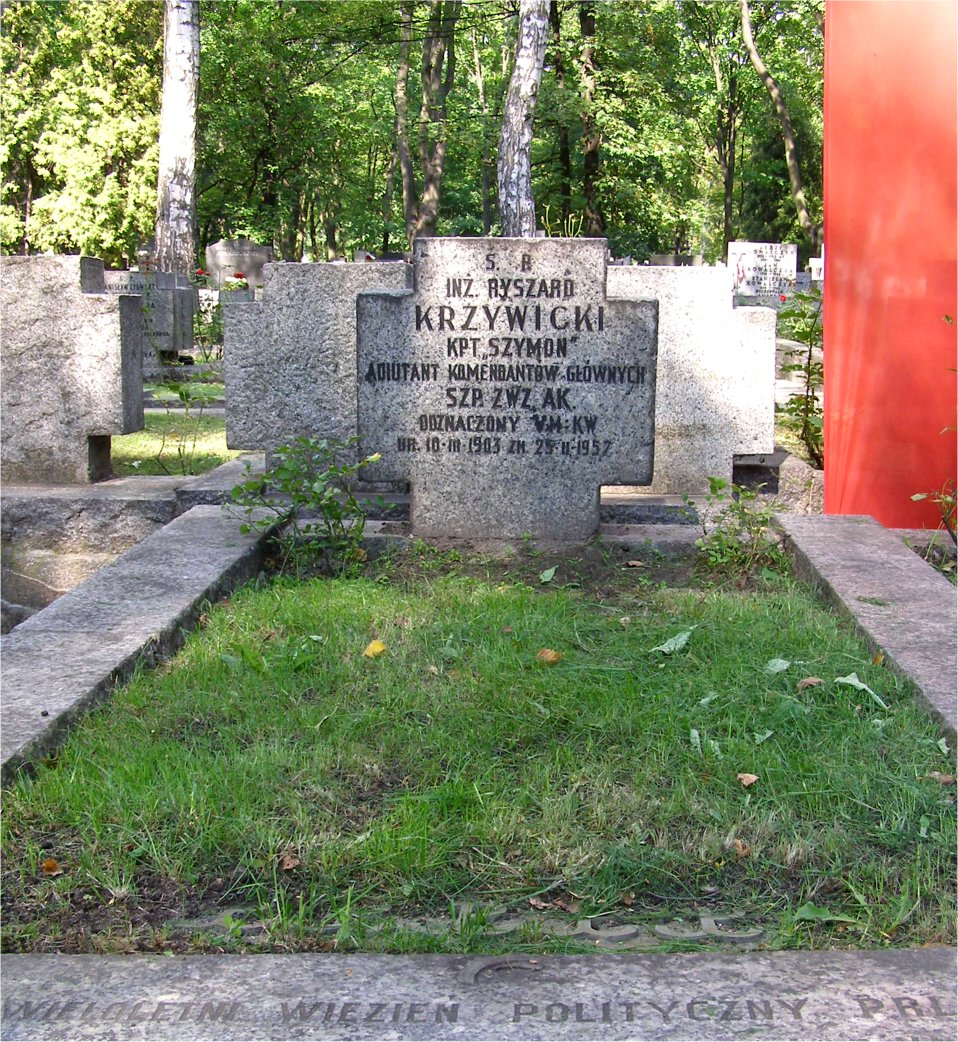
Grób na Powązkach Wojskowych

Ryszard Jamontt-Krzywicki, właściwie: Ryszard Szymon Krzywicki ps. „Szymon” (ur. 10 marca 1903 w Warszawie, zm. 25 lutego 1957 tamże) – polski inżynier, kapitan czasu wojny Wojska Polskiego, adiutant trzech kolejnych dowódców Polskiego Państwa Podziemnego – gen. Michała Tokarzewskiego-Karaszewicza, gen. Stefana Grota-Roweckiego i gen. Tadeusza Bora-Komorowskiego, po II wojnie światowej działacz podziemia niepodległościowego i antykomunistycznego.

## Życiorys
Syn Adolfa i Eleonory z d. Gutkowskiej. W listopadzie 1918 ochotnik uczestniczył w obronie Lwowa, w roku 1920 walczył w wojnie polsko-bolszewickiej. W 1921 ukończył Gimnazjum Wojciecha Górskiego w Warszawie, uzyskując świadectwo dojrzałości. Następnie uczęszczał do Szkołę Budowy Maszyn i Elektrotechniki im. Hipolita Wawelberga i Stanisława Rotwanda, którą ukończył w 1925 (w 1947 absolwenci tej szkoły otrzymali prawo używania tytułu inżyniera), następnie zaś Szkołę Podchorążych Rezerwy. Po wojnie członek Klubu Motocyklowego Związku Strzeleckiego.
W kampanii wrześniowej 1939 walczył w stopniu kaprala podchorążego w 3. Batalionie Pancernym m.in. w bitwie nad Bzurą. Podczas przebijania się do Warszawy, około 20 września unieruchomił – strzelając z karabinu przeciwpancernego – trzy niemieckie czołgi koło Dąbrowy w Puszczy Kampinoskiej. Generał Michał Tokarzewski-Karaszewicz, będący tego świadkiem, zabrał Krzywickiego ze sobą do Warszawy. Po przebiciu się do stolicy objął funkcję II adiutanta Karaszewicza-Tokarzewskiego jako zastępcy dowódcy Armii „Warszawa” – gen. Juliusza Rómmla. Po kapitulacji Warszawy Krzywicki nie poszedł do niewoli niemieckiej i zaangażował się w działalność konspiracyjną.
Był adiutantem (oficerem ordynansowym) trzech kolejnych dowódców, sukcesywnie: Służby Zwycięstwu Polski – Związku Walki Zbrojnej i Armii Krajowej: gen. „Torwida” (Michał Karaszewicz-Tokarzewski), gen. „Grota” (Stefan Rowecki) i gen. „Bora” (Tadeusz Komorowski). Do jego zadań jako adiutanta należało m.in. zapewnienie ochrony lokali Dowódcy ZWZ-AK, wewnątrz lokali stanowił osobistą, uzbrojoną ochronę, natomiast na zewnątrz w tym czasie czuwała podlegająca mu trzyosobowa grupa „Jureczka” (Jerzy Nowakowski).
W mieszkaniu Krzywickiego przy ul. Jaworzyńskiej 10 mieścił się jeden z pierwszych lokali konspiracyjnych Dowódcy Służby Zwycięstwu Polski gen. Michała Karaszewicza-Tokarzewskiego „Torwida”. Towarzyszył generałowi w jego podróży po kraju (Radom, Kielce, Kraków, Tarnów, Zagłębie, Częstochowa) w październiku i listopadzie 1939, organizując siatkę Służby Zwycięstwu Polski. W jej trakcie, podczas pobytu w Częstochowie, został 19 października 1939 udekorowany przez Karaszewicza-Tokarzewskiego na Jasnej Górze Krzyżem Virtuti Militari V klasy za męstwo wykazane we wrześniu 1939.
W czasie okupacji niemieckiej posługiwał się wieloma nielegalnymi dokumentami, występując m.in. jako urzędnik warszawskiego Gestapo oraz Kripo po nazwiskami legalizacyjnymi: Bednarski, Ryszard Szymon Jamontt-Krzywicki (tego nazwiska używał później oficjalnie po wojnie), Kamocki, Kominkowski. W 1940 mianowany chorążym, a rozkazem L.21/BP z 11.11.1941 podporucznikiem czasu wojny. W 1943 awansowany do stopnia porucznika.
W czasie Powstania Warszawskiego adiutant Dowódcy AK gen. Tadeusza Komorowskiego – Bora. Przeszedł wraz z dowódcą szlak: Wola – Stare Miasto – kanały – Śródmieście Północ – Śródmieście Południe. Po kapitulacji Warszawskiego Korpusu AK, przed wyjściem do niewoli zdał funkcję adiutanta kapitanowi Stanisławowi Jankowskiemu ps. „Agaton”.
W niewoli niemieckiej – jeniec Stalagu 344 Lamsdorf, następnie przebywał w Oflagu II D Gross-Born i Oflagu II C Woldenberg. W kwietniu 1945 r. powrócił do kraju. Ujawnił działalność w Armii Krajowej przed komunistycznymi władzami bezpieczeństwa. Zweryfikowany w stopniu kapitana. Od września 1945 służył w ludowym Wojsku Polskim.
Współorganizator i członek siatki wywiadowczej założonej po wojnie w Polsce na zlecenie gen. Władysława Andersa, przez rotmistrza Witolda Pileckiego. Aresztowany przez UB w maju 1947, był sądzony w tzw. procesie „grupy Witolda” w dniach 2–15 marca 1948. Sądzony był m.in. z Marią Szelągowską i Tadeuszem Płużańskim. Prokuratorem oskarżającym w sprawie był major Czesław Łapiński, przewodniczącym składu sędziowskiego podpułkownik Jan Hryckowian (obaj byli dawnymi oficerami AK), sędzią – kapitan Józef Badecki. Skład sędziowski (jeden sędzia i jeden ławnik) był niezgodny z ówczesnym prawem. Ryszard Jamontt-Krzywicki został skazany na karę dziesięciu lat pozbawienia wolności. Był osadzony w więzieniu mokotowskim. W wyniku brutalnych tortur stracił między innymi dwa zęby i miał bliznę na czole. Zwolniony z więzienia 24 kwietnia 1956 w wyniku amnestii. Zmarł dziewięć miesięcy po zwolnieniu z więzienia podczas starań o rehabilitację. Sekcja zwłok wykazała, iż przeszedł zawał serca. Pochowany na cmentarzu Wojskowym na Powązkach (kwatera A24-6-14).
Odznaczenia: Order Virtuti Militari V klasy (19 października 1939), Krzyż Walecznych (trzykrotnie, po raz trzeci 2 października 1944)
Mężem córki Ryszarda Jamontt-Krzywickiego, Alicji Krzywickiej, był Franciszek Postawka – kierowca rajdowy, mistrz Polski.
W spektaklu telewizyjnym Ryszarda Bugajskiego „Śmierć rotmistrza Pileckiego” z 2006 r., w rolę Ryszarda Jamontt-Krzywickiego wcielił się Tomasz Sobczak.